# Claus Grobecker
Claus Grobecker (* 5. April 1935 in Bremen; † 6. Februar 2018 in Bremen) war ein deutscher Politiker (SPD). Er war von April bis Oktober 1982 Parlamentarischer Staatssekretär beim Bundesminister für Jugend, Familie und Gesundheit.

## Biografie

### Ausbildung und Beruf
Grobecker ist in Bremen-Gröpelingen geboren und aufgewachsen. Er erlernte den Beruf eines Buchdruckers. Er war Mitglied der Industriegewerkschaft Druck und Papier. Er wurde Vorsitzender der IG Druck und Papier in Bremen.

### Politik
Grobecker war seit den 1950er Jahren Mitglied in der SPD. Er hatte als Gewerkschaftler schon in jungen Jahren Einfluss in der SPD, die ihn für die 6. Wahlperiode (1969–1972) für den Bundestagswahlkreis Bremen-West auf Platz vier nominierte. „Er stand für eine SPD des alten Typs, (wo) aus hartem Holz geschnitzte Macher-Typen den Ton angaben, bisweilen an der Grenze zur Selbstherrlichkeit“. Bürgermeister Carsten Sieling (SPD) formulierte 2018; „Für seine sozialdemokratischen Überzeugungen habe er mit offenem Visier gestritten“.

Er wohnte viele Jahre in einem Neubau im Bremer Stadtquartier Schnoor und traf sich da im Lokal Kaiser Friedrich mit SPD-Politikern.

#### Bundestagsabgeordneter
Am 8. Januar 1970 trat Grobecker über die Landesliste Bremen als Nachrücker für den ausgeschiedenen Abgeordneten Hans Stefan Seifriz in den Deutschen Bundestag ein. Bei den folgenden Bundestagswahlen 1972, 1976, 1980 und 1983 errang er jeweils das Direktmandat im Wahlkreis Bremen-West. Am 14. November 1983 legte er es wegen seines Eintritts als Senator in die Bremer Landesregierung nieder.
 
Im Bundestag war er vom 25. November 1981 bis zum 12. Mai 1982 Vorsitzender des Haushaltsausschusses.
Er gehörte zum Freundeskreis des SPD-Fraktionschefs Herbert Wehner.

#### Parlamentarischer Staatssekretär
Anlässlich einer Kabinettsumbildung wurde Grobecker am 28. April 1982 von Bundeskanzler Helmut Schmidt zum Parlamentarischen Staatssekretär beim Bundesminister für Jugend, Familie und Gesundheit berufen. Aus diesem Amt schied er mit der Wahl von Helmut Kohl zum Bundeskanzler am 4. Oktober 1982 wieder aus.

#### Senator
In der Bremer Landesregierung war Grobecker im Senat Koschnick V von 1983 bis 1985 Senator für Arbeit als Nachfolger von Karl Willms (SPD). In diesem Amt folgte ihm Eva-Maria Lemke (SPD). 
Von 1985 bis 1991 war er im Senat Wedemeier I und Senat Wedemeier II der Senator für Finanzen als Nachfolger von Moritz Thape (SPD). In diesem Amt folgte ihm Volker Kröning (SPD). Als sein größtes politisches Verdienst gelten die Sanierungshilfen in Milliardenhöhe, die er für das damals schon klamme Bremen vor dem Bundesverfassungsgericht erstritt.